# Ben Williams (calciatore)
Benjamin Philip Williams – meglio noto come Ben – (Manchester, 27 agosto 1982) è un ex calciatore inglese, di ruolo portiere.

## Carriera
Prodotto del vivaio del Manchester United - dopo alcune esperienze nelle serie minori - nel marzo 2004 viene ceduto in prestito al Crewe Alexandra per sopperire all'assenza per infortunio di Clayton Ince. Il 5 giugno 2004 passa a titolo definitivo al Crewe.
Il 25 giugno 2008 si lega per tre stagioni al Carlisle United. Partito come prima scelta tra i pali, commette alcuni errori lo relegano in panchina a favore di Ben Alnwick  e Tim Krul.
Il 10 luglio 2009 sottoscrive un contratto biennale con il Colchester United. Il 3 luglio 2012 la società comunica che il calciatore ha rifiutato l'offerta valida per il rinnovo contrattuale, rimanendo svincolato.
Il 10 luglio 2012 firma un contratto valido per due stagioni con l'Hibernian, in Scozia. Nel corso della stagione neutralizza cinque calci di rigore. Il 18 luglio 2013 esordisce nelle competizioni europee, disputando l'incontro perso 2-0 contro il Malmö, valevole per il secondo turno preliminare di Europa League.
Il 5 agosto 2014 viene tesserato a parametro zero dal Bradford City, in League One.
Il 24 giugno 2016 si accorda con il Bury, società di terza serie inglese.

## Statistiche

### Presenze e reti nei club
Statistiche aggiornate al 2 gennaio 2017.
| Stagione                 | Squadra                  | Campionato               | Campionato | Campionato | Coppe nazionali | Coppe nazionali | Coppe nazionali | Coppe continentali | Coppe continentali | Coppe continentali | Altre coppe | Altre coppe | Altre coppe | Totale | Totale |
| Stagione                 | Squadra                  | Comp                     | Pres       | Reti       | Comp            | Pres            | Reti            | Comp               | Pres               | Reti               | Comp        | Pres        | Reti        | Pres   | Reti   |
| ------------------------ | ------------------------ | ------------------------ | ---------- | ---------- | --------------- | --------------- | --------------- | ------------------ | ------------------ | ------------------ | ----------- | ----------- | ----------- | ------ | ------ |
| 2002-gen. 2003           | Coventry City            | FD                       | 0          | 0          | FACup+CdL       | 0               | 0               | -                  | -                  | -                  | -           | -           | -           | 0      | 0      |
| gen.-giu. 2003           | Chesterfield             | SD                       | 14         | -31        | FACup+CdL       | -               | -               | -                  | -                  | -                  | -           | -           | -           | 14     | -31    |
| 2003-mar. 2004           | Manchester United        | PL                       | 0          | 0          | FACup+CdL       | 0               | 0               | UCL                | 0                  | 0                  | CS          | 0           | 0           | 0      | 0      |
| mar.-giu. 2004           | Crewe Alexandra          | FD                       | 10         | -14        | FACup+CdL       | -               | -               | -                  | -                  | -                  | -           | -           | -           | 10     | -14    |
| 2004-2005                | Crewe Alexandra          | FLC                      | 23         | -52        | FACup+CdL       | 0+3             | -7              | -                  | -                  | -                  | -           | -           | -           | 26     | -59    |
| 2005-2006                | Crewe Alexandra          | FLC                      | 17         | -35        | FACup+CdL       | 0+1             | -5              | -                  | -                  | -                  | -           | -           | -           | 18     | -40    |
| 2006-2007                | Crewe Alexandra          | FL1                      | 39         | -60        | FACup+CdL       | 0+2             | -2              | -                  | -                  | -                  | FLT         | 4           | -10         | 45     | -72    |
| 2007-2008                | Crewe Alexandra          | FL1                      | 46         | -65        | FACup+CdL       | 2+1             | -2 + -3         | -                  | -                  | -                  | FLT         | 0           | 0           | 49     | -70    |
| Totale Crewe Alexandra   | Totale Crewe Alexandra   | Totale Crewe Alexandra   | 135        | -226       |                 | 9               | -19             |                    | -                  | -                  |             | 4           | -10         | 148    | -255   |
| 2008-2009                | Carlisle United          | FL1                      | 31         | -48        | FACup+CdL       | 2+2             | -1 + -4         | -                  | -                  | -                  | FLT         | 1           | -2          | 36     | -55    |
| 2009-2010                | Colchester United        | FL1                      | 46         | -52        | FACup+CdL       | 3+0             | -7              | -                  | -                  | -                  | FLT         | 0           | 0           | 49     | -59    |
| 2010-2011                | Colchester United        | FL1                      | 33         | -48        | FACup+CdL       | 3+0             | -7              | -                  | -                  | -                  | FLT         | 1           | -2          | 37     | -57    |
| 2011-2012                | Colchester United        | FL1                      | 36         | -50        | FACup+CdL       | 2+0             | -2              | -                  | -                  | -                  | FLT         | 1           | -3          | 39     | -55    |
| Totale Colchester United | Totale Colchester United | Totale Colchester United | 115        | -150       |                 | 8               | -16             |                    | -                  | -                  |             | 2           | -5          | 125    | -171   |
| 2012-2013                | Hibernian                | SPL                      | 37         | -51        | SC+CdL          | 5+1             | -8 + -2         | -                  | -                  | -                  | -           | -           | -           | 43     | -61    |
| 2013-2014                | Hibernian                | SP                       | 37+2       | -49 + -2   | SC+CdL          | 2+2             | -3 + -4         | UEL                | 2                  | -9                 | -           | -           | -           | 45     | -67    |
| Totale Hibernian         | Totale Hibernian         | Totale Hibernian         | 74+2       | -100 + -2  |                 | 10              | -17             |                    | 2                  | -9                 |             | -           | -           | 88     | -128   |
| 2014-2015                | Bradford City            | FL1                      | 14         | -18        | FACup+CdL       | 8+3             | -10 + -3        | -                  | -                  | -                  | FLT         | 0           | 0           | 25     | -31    |
| 2015-2016                | Bradford City            | FL1                      | 43+2       | -34 + -4   | FACup+CdL       | 5+1             | 0 + -2          | -                  | -                  | -                  | FLT         | 1           | -2          | 52     | -42    |
| Totale Bradford City     | Totale Bradford City     | Totale Bradford City     | 57+2       | -52 + -4   |                 | 17              | -15             |                    | -                  | -                  |             | 1           | -2          | 77     | -73    |
| 2016-2017                | Bury                     | FL1                      | 22         | -45        | FACup+CdL       | 2+1             | -7 + -3         | -                  | -                  | -                  | FLT         | 3           | -4          | 28     | -59    |
| Totale carriera          | Totale carriera          | Totale carriera          | 448+4      | -652 + -6  |                 | 51              | -82             |                    | 2                  | -9                 |             | 11          | -23         | 516    | -772   |